# Камбисена
Камбисена (др.-греч. Καμβυσηνη; арм. Կամբեճան Kʿambēčan; груз. კამბეჩოვანი, Kambečovani) — историческая область в Закавказье. Ныне на территории Азербайджана и Грузии.

## География
Камбисена была единственной провинцией Албании известной классическим авторам. Зимой 65—66 годов Помпей, возглавляя экспедицию в Албанию, прошёл через эту провинцию. Вероятно, источником для Страбона являлись отчёты из этого похода, сохранившиеся в римских архивах.  
У Страбона регион упоминается впервые, который говорит о Камбисене как одной из самым северных провинций Армении, граничащую с Кавказскими горами:

Хорзена и Камбисена — самые северные и больше всех покрыты снегом; они находятся на границе с Кавказскими горами, с Иберией и Колхидой.— 
Камбисена была самой большой провинцией Албании. Точные границы региона неизвестны, предполагается что он охватывал территорию между реками Кура и Алазани. Вильгельм Фабрициус предполагал, что Камбисена охватывала только территорию между реками Алазани и Иори. Вне зависимости от точных границ, через Камбисену проходили важные торговые маршруты, связывающие Иберию и Кавказскую Албанию.

## Этимология
Согласно одной точке зрения, название области связано с армянским и грузинским Kambeči — «буйвол». В древности «Камбисена» — «страна буйволов».
Согласно другой точке зрения, провинция получила своё название от реки Камбиз. Греческая форма «Камбисена» образовалась в эллинистический период от местного названия, которое соответствует армянскому «Камбечан». В грузинском варианте — это «Камбечовани» и арабском — «Камбизан».

## История
Была ли Камбисена частью Державы Ахеменидов — неизвестно. Регион входил в состав Великой Армении. Затем завоеван Кавказской Албанией после поражения Тиграна II в битве при Тигранакерте в 69 году до н. э.
Страбон в начале I века считал Камбисену наиболее северной областью Армении а его население — армянским. 
Стефан Византийский описывает Камбисену как «персидскую страну».
Согласно «Армянской географии» VII века, область Камбечан располагалась на берегу Куры в Кавказской Албании, однако ее территории были меньше античной Камбисены.
В VII веке регион завоеван арабами.
В IX веке Камбечан вместе с Шаки образовал армянское княжество Смбатянов, вассалов Багратидской Армении. Население региона в это время было в основном армянским и армяноязычным.